# John Monson (1er baron Monson)
Pour les articles homonymes, voir Monson.
John Monson (c. 1693 - 18 juillet 1748) est un homme politique britannique.

## Biographie
Il est le fils de George Monson, de Broxbourne, dans le Hertfordshire, et d’Anne, fille de Charles Wren, de l’île d’Ely. Il est inscrit à Christ Church, Oxford, le 26 janvier 1708. Le 4 avril 1722, il est élu à la Chambre des communes pour la ville de Lincoln et réélu le 30 août 1727 .
Il est nommé chevalier de l'ordre du bain le 17 juin 1725, date à laquelle cet ordre est reconstitué par George Ier. En mars 1727, à la mort de son oncle Sir William Monson (4e baronnet), il lui succède comme baronnet. Le 28 mai de l'année suivante, il est créé pair avec le titre de baron Monson de Burton, dans le Lincolnshire. En juin 1733, il est nommé capitaine de l'honorable Band of Gentlemen Pensioners et, en juin 1737, premier commissaire au commerce et aux plantations. Il est confirmé dans son poste lors de la reconstitution du conseil en 1745 et il et est maintenu jusqu'à sa mort. Le 31 juillet 1737, il est nommé conseiller privé.
Il est décédé le 20 juillet 1748 et le duc de Newcastle, dans une lettre du 12 août 1748 au duc de Bedford, lui dit de nouveau ses condoléances pour "la perte d'un homme aussi précieux et aimable" .

## Famille
Il épouse Margaret Watson, fille cadette de Lewis Watson (1er comte de Rockingham), le 5 avril 1725; ils ont trois fils: John Monson (2e baron Monson); Lewis Thomas, qui prend le nom de Watson et est créé baron Sondes en 1760; et George Monson.